# OSCAR 50
OSCAR 50 (auch Saudisat-1C oder Saudi-OSCAR 50) ist ein saudi-arabischer Amateurfunksatellit.

## Aufbau
SO-50 trägt mehrere Experimente, einschließlich eines Kommunikationsexperiments in Form eines einkanaligen V/U-Transponders für FM. Dieser Transponder steht Amateuren weltweit zur Verfügung. Der Empfänger hat eine Empfindlichkeit von −124 dBm bei einer Bandbreite von 15 kHz. Die Empfangsantenne ist eine Stabantenne in der oberen Ecke des Raumfahrzeugs. Das empfangene Signal wird gefiltert und aufbereitet, bevor es in den UHF-Sender mit 250 mW eingespeist wird. Der Transponder verfügt über einen 10-Minuten-Timer, der vor der Verwendung mit einem CTCSS-Ton von 74,4 Hz scharfgeschaltet werden muss.
Die Downlink-Antenne ist eine Stabantenne, die in der unteren Ecke des Raumfahrzeugs montiert ist und um 45 Grad nach innen geneigt ist.

## Mission
SaudiSat-OSCAR 50 wurde am 20. Dezember 2002 als Sekundärnutzlast zusammen mit vier weiteren Kleinsatelliten mit einer Dnepr-Rakete vom Kosmodrom Baikonur gestartet.

## Frequenzen
- 145,8500 MHz Uplink (FM CTCSS 67,0 Hz)
- 436,7950 MHz Downlink (FM)